# Ada Schiött
Ada Laurentia Elisabet Schiött, född 10 augusti 1890 i Umeå, död den 23 maj 1933 i Matteus församling i Stockholm, var en svensk ungsocialist och syndikalist.
Uppvuxen i Malmberget i en fattig arbetarfamilj engagerade hon sig tidigt för socialismen, och agiterade och sålde redan som 13-åring tidningen Brand. År 1908 medverkade hon i bildandet av Kiruna socialistiska ungdomsklubb och drev i samma stad sedan en kiosk med främst frihetlig och socialistisk litteratur. Hon hade under denna tiden ett förhållande med författaren Gustav Hedenvind-Eriksson. Schiött utbildade sig läsåret 1916–1917 till småskollärare på lärarseminariet i Öjebyn i Norrbotten, och verkade inom detta yrke i Överkalix och Nordmaling. Omtyckt av elever och föräldrar hamnade hon dock i onåd hos myndigheter och prästerskap.
Under 1920-talet höll hon ett stort antal offentliga föredrag för SAC - Syndikalisternas räkning, på ämnen som syndikalismen och kvinnors medlemskap i fackföreningarna, kvinnorna och de sociala frågorna, rätten till abort, samt mot krig, superi och fascism. Åren 1926–1928 arbetade Shiött på SAC:s Byggnads- och Träindustridepartements expedition i Gävle. I sin självbiografiska bok Jag möter en diktare beskriver Moa Martinson sin beundran för vännen Ada, som hjälpte henne genom den svåra period som följde på första maken Karls självmord.
Ada bodde sina sista år på Gotland, men dog 1933 på Sabbatsbergs sjukhus i Stockholm, och begravdes där.

## Ada Schiött i kulturen
- I en revy på Berns sjöng Emil Norlander en kuplett där Ada figurerar i strofen "Ada Schiött, klädd i rött, kursar Brand, kastar sand (på polis)..."[6]
- I filmen "Moa" (1986) av Anders Wahlgren är Moa Martinssons vän Ottar en sammansmältning av Elise Ottesen-Jensen och Ada Schiött.